# Tisvilde
Tisvilde is een plaats in de Deense regio Hovedstaden, gemeente Gribskov, en telt 1584 inwoners (2007), inclusief bewoners van de nederzettingen:
1. Tisvilde
2. Tisvilde Lunde
3. Tisvilde Overdrev
4. Tisvilde Ry
5. Tisvildeleje
6. Tibirke